# Vuelta a España 2022
La Vuelta a España 2022, settantasettesima edizione della corsa e valida come ventisettesima prova dell'UCI World Tour 2022, si svolse in ventuno tappe dal 19 agosto all'11 settembre 2022 su un percorso di 3 283,4 km, con partenza da Utrecht nei Paesi Bassi e arrivo a Madrid in Spagna. La vittoria fu appannaggio del belga Remco Evenepoel, il quale completò il percorso in 80h26'59", alla media di 40,982 km/h, precedendo gli spagnoli Enric Mas e Juan Ayuso.
Sul traguardo di Madrid 134 ciclisti, su 183 partiti da Utrecht, portarono a termine la competizione.

## Tappe
| Tappa  | Data         | Percorso                                        | km      | Vincitore di tappa | Leader cl. generale |
| ------ | ------------ | ----------------------------------------------- | ------- | ------------------ | ------------------- |
| 1ª     | 19 agosto    | Utrecht (NLD) > Utrecht (NLD) (cron. a squadre) | 23,3    | Jumbo-Visma        | Robert Gesink       |
| 2ª     | 20 agosto    | 's-Hertogenbosch (NLD) > Utrecht (NLD)          | 175,1   | Sam Bennett        | Mike Teunissen      |
| 3ª     | 21 agosto    | Breda (NLD) > Breda (NLD)                       | 193,5   | Sam Bennett        | Edoardo Affini      |
|        | 22 agosto    | giorno di riposo                                |         |                    |                     |
| 4ª     | 23 agosto    | Vitoria-Gasteiz > Laguardia                     | 152,5   | Primož Roglič      | Primož Roglič       |
| 5ª     | 24 agosto    | Irun > Bilbao                                   | 187,2   | Marc Soler         | Rudy Molard         |
| 6ª     | 25 agosto    | Bilbao > Pico Jano (San Miguel de Aguayo)       | 181,2   | Jay Vine           | Remco Evenepoel     |
| 7ª     | 26 agosto    | Camargo > Cistierna                             | 190     | Jesús Herrada      | Remco Evenepoel     |
| 8ª     | 27 agosto    | Pola de Laviana > Yernes y Tameza               | 153,4   | Jay Vine           | Remco Evenepoel     |
| 9ª     | 28 agosto    | Villaviciosa > Les Praeres                      | 171,4   | Louis Meintjes     | Remco Evenepoel     |
|        | 29 agosto    | giorno di riposo                                |         |                    |                     |
| 10ª    | 30 agosto    | Elche > Alicante (cron. individuale)            | 30,9    | Remco Evenepoel    | Remco Evenepoel     |
| 11ª    | 31 agosto    | El Pozo Alimentación > Cabo de Gata             | 191,2   | Kaden Groves       | Remco Evenepoel     |
| 12ª    | 1º settembre | Salobreña > Peñas Blancas                       | 192,7   | Richard Carapaz    | Remco Evenepoel     |
| 13ª    | 2 settembre  | Ronda > Montilla                                | 168,4   | Mads Pedersen      | Remco Evenepoel     |
| 14ª    | 3 settembre  | Montoro > Sierra de la Pandera                  | 160,3   | Richard Carapaz    | Remco Evenepoel     |
| 15ª    | 4 settembre  | Martos > Sierra Nevada                          | 152,6   | Thymen Arensman    | Remco Evenepoel     |
|        | 5 settembre  | giorno di riposo                                |         |                    |                     |
| 16ª    | 6 settembre  | Sanlúcar de Barrameda > Tomares                 | 189,4   | Mads Pedersen      | Remco Evenepoel     |
| 17ª    | 7 settembre  | Aracena > Monasterio de Tentudía                | 162,3   | Rigoberto Urán     | Remco Evenepoel     |
| 18ª    | 8 settembre  | Trujillo > Alto del Piornal                     | 192     | Remco Evenepoel    | Remco Evenepoel     |
| 19ª    | 9 settembre  | Talavera de la Reina > Talavera de la Reina     | 138,3   | Mads Pedersen      | Remco Evenepoel     |
| 20ª    | 10 settembre | Moralzarzal > Puerto de Navacerrada             | 181     | Richard Carapaz    | Remco Evenepoel     |
| 21ª    | 11 settembre | Las Rozas de Madrid > Madrid                    | 96,7    | Juan S. Molano     | Remco Evenepoel     |
| Totale | Totale       | Totale                                          | 3 283,4 |                    |                     |

## Squadre e corridori partecipanti
| N.      | Cod. | Squadra                  |
| ------- | ---- | ------------------------ |
| 1-8     | TJV  | Jumbo-Visma              |
| 11-18   | ACT  | AG2R Citroën Team        |
| 21-28   | AST  | Astana Qazaqstan Team    |
| 31-38   | TBV  | Bahrain Victorious       |
| 41-48   | BOH  | Bora-Hansgrohe           |
| 51-58   | COF  | Cofidis                  |
| 61-68   | EFE  | EF Education-EasyPost    |
| 71-78   | GFC  | Groupama-FDJ             |
| 81-88   | IGD  | Ineos Grenadiers         |
| 91-98   | IWG  | Intermarché-Wanty-Gobert |
| 101-108 | IPT  | Israel-Premier Tech      |
| 111-118 | LTS  | Lotto Soudal             |

| N.      | Cod. | Squadra                     |
| ------- | ---- | --------------------------- |
| 121-128 | MOV  | Movistar Team               |
| 131-138 | QST  | Quick-Step Alpha Vinyl Team |
| 141-148 | BEX  | Team BikeExchange-Jayco     |
| 151-158 | DSM  | Team DSM                    |
| 161-168 | TFS  | Trek-Segafredo              |
| 171-178 | UAD  | UAE Team Emirates           |
| 181-188 | ADC  | Alpecin-Deceuninck          |
| 191-198 | BBH  | Burgos-BH                   |
| 201-208 | EKP  | Equipo Kern Pharma          |
| 211-218 | EUS  | Euskaltel-Euskadi           |
| 221-228 | ARK  | Team Arkéa-Samsic           |

## Dettagli delle tappe

### 1ª tappa
- 19 agosto: Utrecht (Paesi Bassi) > Utrecht (Paesi Bassi) – Cronometro a squadre – 23,3 km

Risultati
| Pos. | Squadra                     | Tempo  |
| ---- | --------------------------- | ------ |
| 1    | Jumbo-Visma                 | 24'40" |
| 2    | Ineos Grenadiers            | a 13"  |
| 3    | Quick-Step Alpha Vinyl Team | a 14"  |

| Pos. | Corridore     | Squadra | Tempo  |
| ---- | ------------- | ------- | ------ |
| 1    | Robert Gesink | Jumbo   | 24'40" |
| 2    | Primož Roglič | Jumbo   | s.t.   |
| 3    | Chris Harper  | Jumbo   | s.t.   |

### 2ª tappa
- 20 agosto: 's-Hertogenbosch (NLD) > Utrecht (NLD) – 175,1 km

Risultati
| Pos. | Corridore     | Squadra | Tempo    |
| ---- | ------------- | ------- | -------- |
| 1    | Sam Bennett   | Bora    | 3h49'34" |
| 2    | Mads Pedersen | Trek    | s.t.     |
| 3    | Tim Merlier   | Alpecin | s.t.     |

| Pos. | Corridore      | Squadra | Tempo    |
| ---- | -------------- | ------- | -------- |
| 1    | Mike Teunissen | Jumbo   | 4h14'14" |
| 2    | Edoardo Affini | Jumbo   | s.t.     |
| 3    | Sam Oomen      | Jumbo   | s.t.     |

### 3ª tappa
- 21 agosto: Breda (NLD) > Breda (NLD) – 193,5 km

Risultati
| Pos. | Corridore     | Squadra | Tempo    |
| ---- | ------------- | ------- | -------- |
| 1    | Sam Bennett   | Bora    | 4h05'53" |
| 2    | Mads Pedersen | Trek    | s.t.     |
| 3    | Daniel McLay  | Arkéa   | s.t.     |

| Pos. | Corridore      | Squadra | Tempo    |
| ---- | -------------- | ------- | -------- |
| 1    | Edoardo Affini | Jumbo   | 8h20'07" |
| 2    | Sam Oomen      | Jumbo   | s.t.     |
| 3    | Primož Roglič  | Jumbo   | s.t.     |

### 4ª tappa
- 23 agosto: Vitoria-Gasteiz > Laguardia – 152,5 km

Risultati
| Pos. | Corridore     | Squadra  | Tempo    |
| ---- | ------------- | -------- | -------- |
| 1    | Primož Roglič | Jumbo    | 3h31'05" |
| 2    | Mads Pedersen | Trek     | s.t.     |
| 3    | Enric Mas     | Movistar | s.t.     |

| Pos. | Corridore     | Squadra | Tempo     |
| ---- | ------------- | ------- | --------- |
| 1    | Primož Roglič | Jumbo   | 11h50'09" |
| 2    | Sepp Kuss     | Jumbo   | a 13"     |
| 3    | Ethan Hayter  | Ineos   | a 26"     |

### 5ª tappa
- 24 agosto: Irun > Bilbao – 187,2 km

Risultati
| Pos. | Corridore   | Squadra | Tempo    |
| ---- | ----------- | ------- | -------- |
| 1    | Marc Soler  | UAE     | 4h15'23" |
| 2    | Daryl Impey | Israel  | a 4"     |
| 3    | Fred Wright | Bahrain | s.t.     |

| Pos. | Corridore    | Squadra  | Tempo     |
| ---- | ------------ | -------- | --------- |
| 1    | Rudy Molard  | Groupama | 16h07'22" |
| 2    | Fred Wright  | Bahrain  | a 2"      |
| 3    | Nikias Arndt | DSM      | a 1'09"   |

### 6ª tappa
- 25 agosto: Bilbao > Pico Jano (San Miguel de Aguayo) – 181,2 km

Risultati
| Pos. | Corridore       | Squadra    | Tempo    |
| ---- | --------------- | ---------- | -------- |
| 1    | Jay Vine        | Alpecin    | 4h38'00" |
| 2    | Remco Evenepoel | Quick-Step | a 15"    |
| 3    | Enric Mas       | Movistar   | a 16"    |

| Pos. | Corridore       | Squadra    | Tempo     |
| ---- | --------------- | ---------- | --------- |
| 1    | Remco Evenepoel | Quick-Step | 20h50'07" |
| 2    | Rudy Molard     | Groupama   | a 21"     |
| 3    | Enric Mas       | Movistar   | a 28"     |

### 7ª tappa
- 26 agosto: Camargo > Cistierna – 190 km

Risultati
| Pos. | Corridore           | Squadra | Tempo    |
| ---- | ------------------- | ------- | -------- |
| 1    | Jesús Herrada       | Cofidis | 4h30'58" |
| 2    | Samuele Battistella | Astana  | s.t.     |
| 3    | Fred Wright         | Bahrain | s.t.     |

| Pos. | Corridore       | Squadra    | Tempo     |
| ---- | --------------- | ---------- | --------- |
| 1    | Remco Evenepoel | Quick-Step | 25h21'34" |
| 2    | Rudy Molard     | Groupama   | a 21"     |
| 3    | Enric Mas       | Movistar   | a 28"     |

### 8ª tappa
- 27 agosto: Pola de Laviana > Yernes y Tameza – 153,4 km

Risultati
| Pos. | Corridore     | Squadra     | Tempo    |
| ---- | ------------- | ----------- | -------- |
| 1    | Jay Vine      | Alpecin     | 4h05'25" |
| 2    | Marc Soler    | UAE         | a 43"    |
| 3    | Rein Taaramäe | Intermarché | s.t.     |

| Pos. | Corridore       | Squadra    | Tempo     |
| ---- | --------------- | ---------- | --------- |
| 1    | Remco Evenepoel | Quick-Step | 29h28'19" |
| 2    | Enric Mas       | Movistar   | a 28"     |
| 3    | Primož Roglič   | Jumbo      | a 1'01"   |

### 9ª tappa
- 28 agosto: Villaviciosa > Les Praeres – 171,4 km

Risultati
| Pos. | Corridore           | Squadra     | Tempo    |
| ---- | ------------------- | ----------- | -------- |
| 1    | Louis Meintjes      | Intermarché | 4h32'39" |
| 2    | Samuele Battistella | Astana      | a 1'01"  |
| 3    | Edoardo Zambanini   | Bahrain     | a 1'14"  |

| Pos. | Corridore       | Squadra    | Tempo     |
| ---- | --------------- | ---------- | --------- |
| 1    | Remco Evenepoel | Quick-Step | 34h02'32" |
| 2    | Enric Mas       | Movistar   | a 1'12"   |
| 3    | Primož Roglič   | Jumbo      | a 1'53"   |

### 10ª tappa
- 30 agosto: Elche > Alicante – Cronometro individuale – 30,9 km

Risultati
| Pos. | Corridore       | Squadra    | Tempo   |
| ---- | --------------- | ---------- | ------- |
| 1    | Remco Evenepoel | Quick-Step | 33'18"  |
| 2    | Primož Roglič   | Jumbo      | a 48"   |
| 3    | Rémi Cavagna    | Quick-Step | a 1'00" |

| Pos. | Corridore       | Squadra    | Tempo     |
| ---- | --------------- | ---------- | --------- |
| 1    | Remco Evenepoel | Quick-Step | 34h35'50" |
| 2    | Primož Roglič   | Jumbo      | a 2'41"   |
| 3    | Enric Mas       | Movistar   | a 3'03"   |

### 11ª tappa
- 31 agosto: El Pozo Alimentación > Cabo de Gata – 191,2 km

Risultati
| Pos. | Corridore        | Squadra      | Tempo    |
| ---- | ---------------- | ------------ | -------- |
| 1    | Kaden Groves     | BikeExchange | 5h03'14" |
| 2    | Danny van Poppel | Bora         | s.t.     |
| 3    | Tim Merlier      | Alpecin      | s.t.     |

| Pos. | Corridore       | Squadra    | Tempo     |
| ---- | --------------- | ---------- | --------- |
| 1    | Remco Evenepoel | Quick-Step | 39h39'04" |
| 2    | Primož Roglič   | Jumbo      | a 2'41"   |
| 3    | Enric Mas       | Movistar   | a 3'03"   |

### 12ª tappa
- 1º settembre: Salobreña > Peñas Blancas – 192,7 km

Risultati
| Pos. | Corridore       | Squadra | Tempo    |
| ---- | --------------- | ------- | -------- |
| 1    | Richard Carapaz | Ineos   | 4h38'26" |
| 2    | Wilco Kelderman | Bora    | a 9"     |
| 3    | Marc Soler      | UAE     | a 24"    |

| Pos. | Corridore       | Squadra    | Tempo     |
| ---- | --------------- | ---------- | --------- |
| 1    | Remco Evenepoel | Quick-Step | 44h25'09" |
| 2    | Primož Roglič   | Jumbo      | a 2'41"   |
| 3    | Enric Mas       | Movistar   | a 3'03"   |

### 13ª tappa
- 2 settembre: Ronda > Montilla – 168,4 km

Risultati
| Pos. | Corridore        | Squadra | Tempo    |
| ---- | ---------------- | ------- | -------- |
| 1    | Mads Pedersen    | Trek    | 3h46'01" |
| 2    | Bryan Coquard    | Cofidis | s.t.     |
| 3    | Pascal Ackermann | UAE     | s.t.     |

| Pos. | Corridore       | Squadra    | Tempo     |
| ---- | --------------- | ---------- | --------- |
| 1    | Remco Evenepoel | Quick-Step | 48h11'10" |
| 2    | Primož Roglič   | Jumbo      | a 2'41"   |
| 3    | Enric Mas       | Movistar   | a 3'03"   |

### 14ª tappa
- 3 settembre: Montoro > Sierra de la Pandera – 160,3 km

Risultati
| Pos. | Corridore          | Squadra | Tempo    |
| ---- | ------------------ | ------- | -------- |
| 1    | Richard Carapaz    | Ineos   | 4h09'27" |
| 2    | Miguel Ángel López | Astana  | a 8"     |
| 3    | Primož Roglič      | Jumbo   | s.t.     |

| Pos. | Corridore       | Squadra    | Tempo     |
| ---- | --------------- | ---------- | --------- |
| 1    | Remco Evenepoel | Quick-Step | 52h21'33" |
| 2    | Primož Roglič   | Jumbo      | a 1'49"   |
| 3    | Enric Mas       | Movistar   | a 2'43"   |

### 15ª tappa
- 4 settembre: Martos > Sierra Nevada – 152,6 km

Risultati
| Pos. | Corridore          | Squadra  | Tempo    |
| ---- | ------------------ | -------- | -------- |
| 1    | Thymen Arensman    | DSM      | 4h17'17" |
| 2    | Enric Mas          | Movistar | a 1'23"  |
| 3    | Miguel Ángel López | Astana   | a 1'25"  |

| Pos. | Corridore       | Squadra    | Tempo     |
| ---- | --------------- | ---------- | --------- |
| 1    | Remco Evenepoel | Quick-Step | 56h40'49" |
| 2    | Primož Roglič   | Jumbo      | a 1'34"   |
| 3    | Enric Mas       | Movistar   | a 2'01"   |

### 16ª tappa
- 6 settembre: Sanlúcar de Barrameda > Tomares – 189,4 km

Risultati
| Pos. | Corridore        | Squadra | Tempo    |
| ---- | ---------------- | ------- | -------- |
| 1    | Mads Pedersen    | Trek    | 4h45'29" |
| 2    | Pascal Ackermann | UAE     | s.t.     |
| 3    | Danny van Poppel | Bora    | s.t.     |

| Pos. | Corridore       | Squadra    | Tempo     |
| ---- | --------------- | ---------- | --------- |
| 1    | Remco Evenepoel | Quick-Step | 61h26'26" |
| 2    | Primož Roglič   | Jumbo      | a 1'26"   |
| 3    | Enric Mas       | Movistar   | a 2'01"   |

### 17ª tappa
- 7 settembre: Aracena > Monasterio de Tentudía – 162,3 km

Risultati
| Pos. | Corridore      | Squadra  | Tempo    |
| ---- | -------------- | -------- | -------- |
| 1    | Rigoberto Urán | EF       | 3h42'28" |
| 2    | Quentin Pacher | Groupama | s.t.     |
| 3    | Jesús Herrada  | Cofidis  | a 2"     |

| Pos. | Corridore       | Squadra    | Tempo     |
| ---- | --------------- | ---------- | --------- |
| 1    | Remco Evenepoel | Quick-Step | 65h14'05" |
| 2    | Enric Mas       | Movistar   | a 2'01"   |
| 3    | Juan Ayuso      | UAE        | a 4'51"   |

### 18ª tappa
- 8 settembre: Trujillo > Alto del Piornal – 192 km

Risultati
| Pos. | Corridore       | Squadra    | Tempo    |
| ---- | --------------- | ---------- | -------- |
| 1    | Remco Evenepoel | Quick-Step | 4h45'17" |
| 2    | Enric Mas       | Movistar   | a 2"     |
| 3    | Robert Gesink   | Jumbo      | s.t.     |

| Pos. | Corridore       | Squadra    | Tempo     |
| ---- | --------------- | ---------- | --------- |
| 1    | Remco Evenepoel | Quick-Step | 69h59'12" |
| 2    | Enric Mas       | Movistar   | a 2'07"   |
| 3    | Juan Ayuso      | UAE        | a 5'14"   |

### 19ª tappa
- 9 settembre: Talavera de la Reina > Talavera de la Reina – 138,3 km

Risultati
| Pos. | Corridore         | Squadra | Tempo    |
| ---- | ----------------- | ------- | -------- |
| 1    | Mads Pedersen     | Trek    | 3h19'11" |
| 2    | Fred Wright       | Bahrain | s.t.     |
| 3    | Gianni Vermeersch | Alpecin | s.t.     |

| Pos. | Corridore       | Squadra    | Tempo     |
| ---- | --------------- | ---------- | --------- |
| 1    | Remco Evenepoel | Quick-Step | 73h18'23" |
| 2    | Enric Mas       | Movistar   | a 2'07"   |
| 3    | Juan Ayuso      | UAE        | a 5'14"   |

### 20ª tappa
- 10 settembre: Moralzarzal > Puerto de Navacerrada – 181 km

Risultati
| Pos. | Corridore       | Squadra | Tempo    |
| ---- | --------------- | ------- | -------- |
| 1    | Richard Carapaz | Ineos   | 4h41'34" |
| 2    | Thymen Arensman | DSM     | a 8"     |
| 3    | Juan Ayuso      | UAE     | a 13"    |

| Pos. | Corridore       | Squadra    | Tempo     |
| ---- | --------------- | ---------- | --------- |
| 1    | Remco Evenepoel | Quick-Step | 78h00'12" |
| 2    | Enric Mas       | Movistar   | a 2'05"   |
| 3    | Juan Ayuso      | UAE        | a 5'08"   |

### 21ª tappa
- 11 settembre: Las Rozas de Madrid > Madrid – 96,7 km

Risultati
| Pos. | Corridore        | Squadra | Tempo    |
| ---- | ---------------- | ------- | -------- |
| 1    | Juan S. Molano   | UAE     | 2h26'36" |
| 2    | Mads Pedersen    | Trek    | s.t.     |
| 3    | Pascal Ackermann | UAE     | s.t.     |

| Pos. | Corridore       | Squadra    | Tempo     |
| ---- | --------------- | ---------- | --------- |
| 1    | Remco Evenepoel | Quick-Step | 80h26'59" |
| 2    | Enric Mas       | Movistar   | a 2'02"   |
| 3    | Juan Ayuso      | UAE        | a 4'57"   |

## Evoluzione delle classifiche
| Tappa              | Vincitore             | Classifica generale Maglia rossa | Classifica a punti Maglia verde | Classifica scalatori Maglia a pois | Classifica giovani Maglia bianca | Classifica a squadre | Premio combattività Numero verde |
| ------------------ | --------------------- | -------------------------------- | ------------------------------- | ---------------------------------- | -------------------------------- | -------------------- | -------------------------------- |
| 1ª                 | Jumbo-Visma           | Robert Gesink                    | non assegnata                   | non assegnata                      | Ethan Hayter                     | Jumbo-Visma          | non assegnata                    |
| 2ª                 | Sam Bennett           | Mike Teunissen                   | Sam Bennett                     | Julius van den Berg                | Ethan Hayter                     | Jumbo-Visma          | Jetse Bol                        |
| 3ª                 | Sam Bennett           | Edoardo Affini                   | Sam Bennett                     | Julius van den Berg                | Ethan Hayter                     | Jumbo-Visma          | Pau Miquel                       |
| 4ª                 | Primož Roglič         | Primož Roglič                    | Sam Bennett                     | Joan Bou                           | Ethan Hayter                     | Ineos Grenadiers     | Alessandro De Marchi             |
| 5ª                 | Marc Soler            | Rudy Molard                      | Sam Bennett                     | Victor Langellotti                 | Fred Wright                      | Groupama-FDJ         | Marc Soler                       |
| 6ª                 | Jay Vine              | Remco Evenepoel                  | Sam Bennett                     | Victor Langellotti                 | Remco Evenepoel                  | UAE Team Emirates    | Mark Padun                       |
| 7ª                 | Jesús Herrada         | Remco Evenepoel                  | Sam Bennett                     | Victor Langellotti                 | Remco Evenepoel                  | Bahrain Victorious   | Jesús Herrada                    |
| 8ª                 | Jay Vine              | Remco Evenepoel                  | Mads Pedersen                   | Jay Vine                           | Remco Evenepoel                  | UAE Team Emirates    | Mikel Landa                      |
| 9ª                 | Louis Meintjes        | Remco Evenepoel                  | Mads Pedersen                   | Jay Vine                           | Remco Evenepoel                  | UAE Team Emirates    | José Manuel Díaz                 |
| 10ª                | Remco Evenepoel       | Remco Evenepoel                  | Mads Pedersen                   | Jay Vine                           | Remco Evenepoel                  | Ineos Grenadiers     | non assegnata                    |
| 11ª                | Kaden Groves          | Remco Evenepoel                  | Mads Pedersen                   | Jay Vine                           | Remco Evenepoel                  | Ineos Grenadiers     | Jetse Bol                        |
| 12ª                | Richard Carapaz       | Remco Evenepoel                  | Mads Pedersen                   | Jay Vine                           | Remco Evenepoel                  | UAE Team Emirates    | Samuele Battistella              |
| 13ª                | Mads Pedersen         | Remco Evenepoel                  | Mads Pedersen                   | Jay Vine                           | Remco Evenepoel                  | UAE Team Emirates    | Joan Bou                         |
| 14ª                | Richard Carapaz       | Remco Evenepoel                  | Mads Pedersen                   | Jay Vine                           | Remco Evenepoel                  | UAE Team Emirates    | Luis León Sánchez                |
| 15ª                | Thymen Arensman       | Remco Evenepoel                  | Mads Pedersen                   | Jay Vine                           | Remco Evenepoel                  | UAE Team Emirates    | Lawson Craddock                  |
| 16ª                | Mads Pedersen         | Remco Evenepoel                  | Mads Pedersen                   | Jay Vine                           | Remco Evenepoel                  | UAE Team Emirates    | Luis Ángel Maté                  |
| 17ª                | Rigoberto Urán        | Remco Evenepoel                  | Mads Pedersen                   | Jay Vine                           | Remco Evenepoel                  | UAE Team Emirates    | Lawson Craddock                  |
| 18ª                | Remco Evenepoel       | Remco Evenepoel                  | Mads Pedersen                   | Richard Carapaz                    | Remco Evenepoel                  | UAE Team Emirates    | Robert Gesink                    |
| 19ª                | Mads Pedersen         | Remco Evenepoel                  | Mads Pedersen                   | Richard Carapaz                    | Remco Evenepoel                  | UAE Team Emirates    | Ander Okamika                    |
| 20ª                | Richard Carapaz       | Remco Evenepoel                  | Mads Pedersen                   | Richard Carapaz                    | Remco Evenepoel                  | UAE Team Emirates    | Alejandro Valverde               |
| 21ª                | Juan Sebastián Molano | Remco Evenepoel                  | Mads Pedersen                   | Richard Carapaz                    | Remco Evenepoel                  | UAE Team Emirates    | non assegnata                    |
| Classifiche finali | Classifiche finali    | Remco Evenepoel                  | Mads Pedersen                   | Richard Carapaz                    | Remco Evenepoel                  | UAE Team Emirates    | Marc Soler                       |

Maglie indossate da altri ciclisti in caso di due o più maglie vinte
- Nella 7ª ed 8ª e dalla 16ª alla 21ª tappa Juan Ayuso ha indossato la maglia bianca al posto di Remco Evenepoel.
- Dalla 9ª alla 15ª tappa Carlos Rodríguez ha indossato la maglia bianca al posto di Remco Evenepoel.

## Classifiche finali

### Classifica generale - Maglia rossa
| Pos. | Corridore          | Squadra    | Tempo     |
| ---- | ------------------ | ---------- | --------- |
| 1    | Remco Evenepoel    | Quick-Step | 80h26'59" |
| 2    | Enric Mas          | Movistar   | a 2'02"   |
| 3    | Juan Ayuso         | UAE        | a 4'57"   |
| 4    | Miguel Ángel López | Astana     | a 5'56"   |
| 5    | João Almeida       | UAE        | a 7'24"   |
| 6    | Thymen Arensman    | DSM        | a 7'45"   |
| 7    | Carlos Rodríguez   | Ineos      | a 7'57"   |
| 8    | Ben O'Connor       | AG2R       | a 10'30"  |
| 9    | Rigoberto Urán     | EF         | a 11'04"  |
| 10   | Jai Hindley        | Bora       | a 12'01"  |

### Classifica a punti - Maglia verde
| Pos. | Corridore       | Squadra    | Punti |
| ---- | --------------- | ---------- | ----- |
| 1    | Mads Pedersen   | Trek       | 409   |
| 2    | Fred Wright     | Bahrain    | 186   |
| 3    | Enric Mas       | Movistar   | 138   |
| 4    | Remco Evenepoel | Quick-Step | 133   |
| 5    | Marc Soler      | UAE        | 133   |

### Classifica scalatori - Maglia a pois
| Pos. | Corridore       | Squadra    | Punti |
| ---- | --------------- | ---------- | ----- |
| 1    | Richard Carapaz | Ineos      | 73    |
| 2    | Robert Stannard | Alpecin    | 36    |
| 3    | Enric Mas       | Movistar   | 28    |
| 4    | Thymen Arensman | DSM        | 23    |
| 5    | Remco Evenepoel | Quick-Step | 23    |

### Classifica giovani - Maglia bianca
| Pos. | Corridore        | Squadra    | Punti     |
| ---- | ---------------- | ---------- | --------- |
| 1    | Remco Evenepoel  | Quick-Step | 84h07'02" |
| 2    | Juan Ayuso       | UAE        | a 4'57"   |
| 3    | João Almeida     | UAE        | a 7'24"   |
| 4    | Thymen Arensman  | DSM        | a 7'45"   |
| 5    | Carlos Rodríguez | Ineos      | a 7'57"   |

### Classifica a squadre
| Pos. | Squadra               | Tempo      |
| ---- | --------------------- | ---------- |
| 1    | UAE Team Emirates     | 240h36'32" |
| 2    | Ineos Grenadiers      | a 55'35"   |
| 3    | Movistar Team         | a 1h16'52" |
| 4    | Bahrain Victorious    | a 1h17'36" |
| 5    | Astana Qazaqstan Team | a 1h34'18" |